# Nepal i olympiska sommarspelen 2004
Nepal i olympiska sommarspelen 2004 bestod av 6 idrottare som blivit uttagna av Nepals olympiska kommitté.

## Bågskytte
Intensiv kontrovers omger fortfarande Mark Amatyas frånvaro från det olympiska laget.

## Friidrott
Herrarnas 5 000 meter
- Rajendra Bahadur Bhandari
  - Heat: 14:04.89 (18:a i heat 2, gick inte vidare, 34:a totalt) (Nationellt rekord)

Damernas 1 500 meter
- Kanchhi Maya Koju
  - Heat: 4:38.17 (15:a i heat 2, gick inte vidare, 41:a totalt) (Personbästa)

## Taekwondo
| Idrottare      | Gren            | Åttondelsfinaler     | Kvartsfinaler        | Semifinaer           | Återkval             | Bronsmatch           | Final                | Final     |
| Idrottare      | Gren            | Motståndare Resultat | Motståndare Resultat | Motståndare Resultat | Motståndare Resultat | Motståndare Resultat | Motståndare Resultat | Placering |
| -------------- | --------------- | -------------------- | -------------------- | -------------------- | -------------------- | -------------------- | -------------------- | --------- |
| Sangina Baidya | Damernas −49 kg | Chen S-H (TPE) L 0–4 | Gick inte vidare     | Gick inte vidare     | Mora (COL) L (−1)–5  | Gick inte vidare     | Gick inte vidare     | 7         |